# 예수의 기도

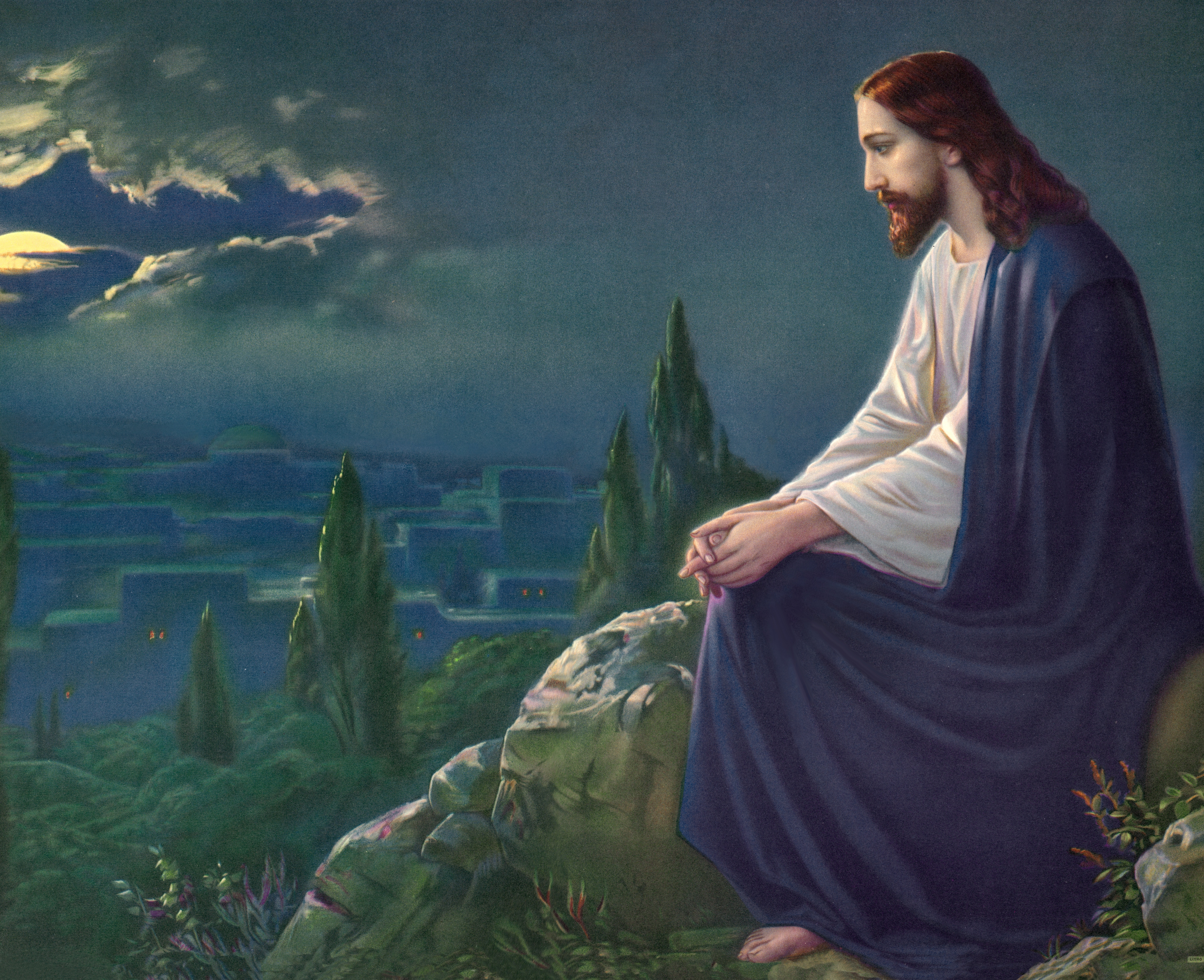
조세프 운테르스베르게르 작 올리브 산 위 그리스도

정규 복음서는 수없이 예수가 하느님께 기도드림을 묘사한다.

## 기록된 기도
여섯 번 예수가 기도하는 말이 복음서에 기록됐다:
- "지혜롭다는 자들과 슬기롭다는 자들에게는 이를 감추시고 철부지들에게는 드러내 보이시니" (마태오 11:25-26, 루카 10:21)
- 라자로의 기상 전 (요한 11:41-42)
- "아버지, 아버지의 이름을 영광스럽게 하십시오" (요한 12:28)
- 요한 17 속 그의 기도
- 겟세마니 뜰 속 세 기도
- 십자가 위 세 기도:
  - "아버지 저들을 용서해 주십시오; 자기들이 무슨 일을 하는지 모릅니다" (루카 23:34)
  - "저의 하느님, 저의 하느님, 어찌하여 저를 버리셨습니까?" (마태오 27:46, 마르코 15:34)
  - "아버지, 제 영을 아버지 손에 맡깁니다" (루카 23:46)

주여, 샘밖에 사람들이 많이 있습니다. 하지만 아무것도 없습니다. 샘 안에는, (도마복음 74)

## 예수 기도에 대한 다른 참조
예수 기도에 대한 다른 참조 포함:
- 그의 세례 (루카 3:21)
- 군중들에게서 철수하려는 중간 (루카 5:16)
- 저녁에 사람들을 치료한 후 (마르코 1:35)
- 물 위를 걷기 전 (마태오 14:22, 마르코 6:46, 요한 6:15)
- 열두 사도를 고르기 전 (루카 6:12)
- 베드로의 자백 전 (루카 9:18)
- 변모 (루카 9:29)
- 그의 제자들에게 주의 기도를 가르치기 전 (루카 11:1)
- 예수가 베드로의 믿음을 위해 기도했다고 말하다 (루카 22:32)

이 외에도, 예수님은 공급 기적 전에, 최후의 만찬에서, 그리고 엠마우스의 저녁에 감사기도를 했다.
R. A. 토리는 예수가 아침과 밤, 큰 일이 일어나기 전과 후, 그리고 "삶이 평소보다 바빴을 때" 기도했다고 주목했다.

## 같이 보기
- 기독교 기도
- 신약 속 기도